# Dick Hutcherson
Dick Hutcherson (ur. 30 listopada 1931 roku w Keokuk, zm. 6 listopada 2005 roku w Columbia) – amerykański biznesmen i kierowca wyścigowy.

## Kariera wyścigowa
Hutcherson rozpoczął karierę w międzynarodowych wyścigach samochodowych w 1959 roku od startów w IMCA Stock Car National Championship, gdzie odniósł pięć zwycięstw. Zdobył tytuł wicemistrzowski. W późniejszych latach Amerykanin pojawiał się także w stawce MRCA Stock Car Series, NASCAR Grand National oraz 24-godzinnym wyścigu Le Mans.